# Cikkurat
Die Cikkurat, Steinerne Schnecke oder auch Schnecke im Weinberg, ist eine aufgeschichtete Bergwarte im Weinberg Hermannsberg oberhalb von Haus Hermannsberg im Stadtteil Oberlößnitz des sächsischen Radebeul. Es gibt nur den Zugang bergauf, der Zugang vom Wahnsdorfer Grund aus über den Bodenweg ist geschlossen. Der Weinberg Hermannsberg liegt in der Einzellage Radebeuler Goldener Wagen innerhalb des Denkmalschutzgebiets Historische Weinberglandschaft Radebeul.

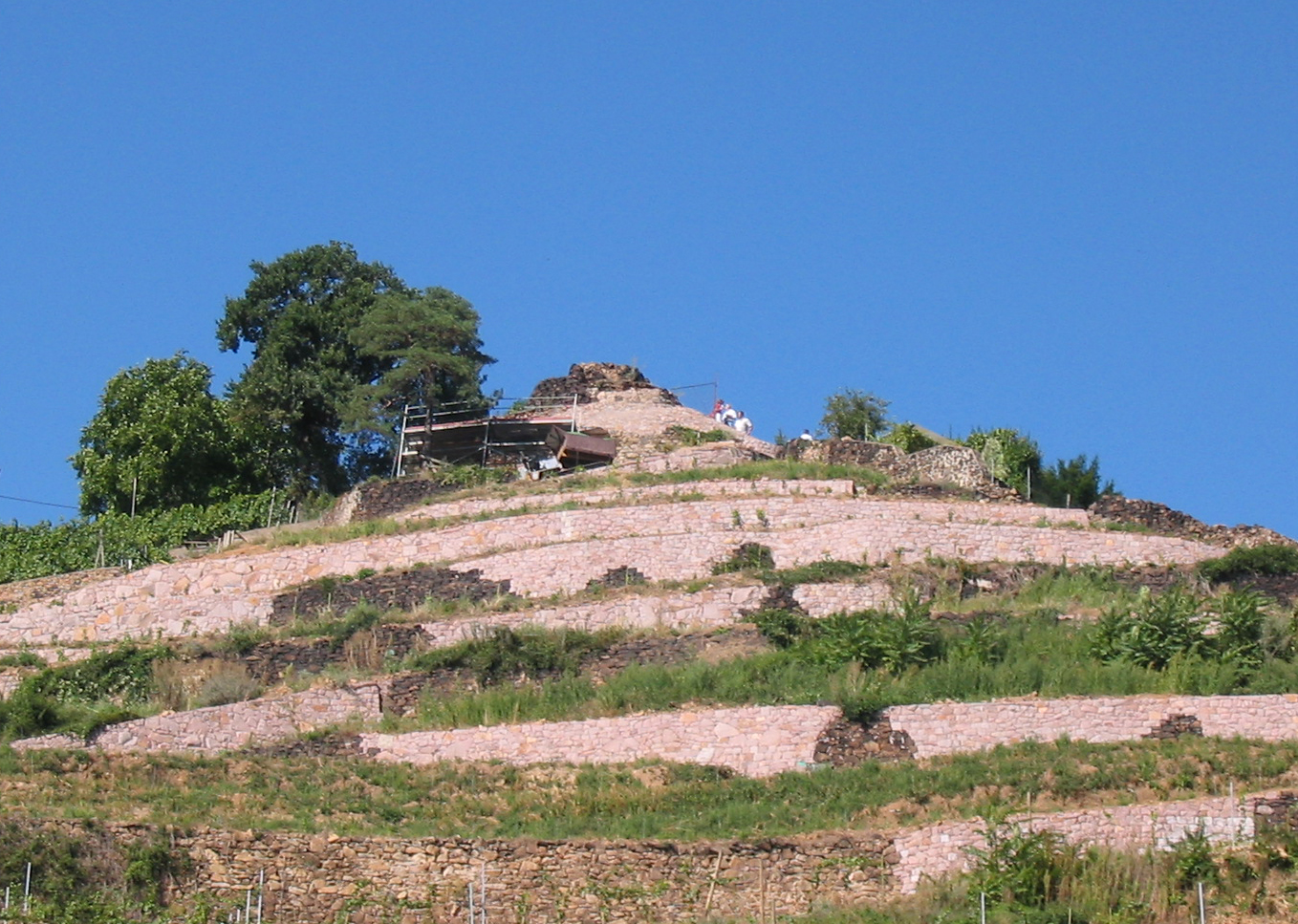
Cikkurat oder Steinerne Schnecke

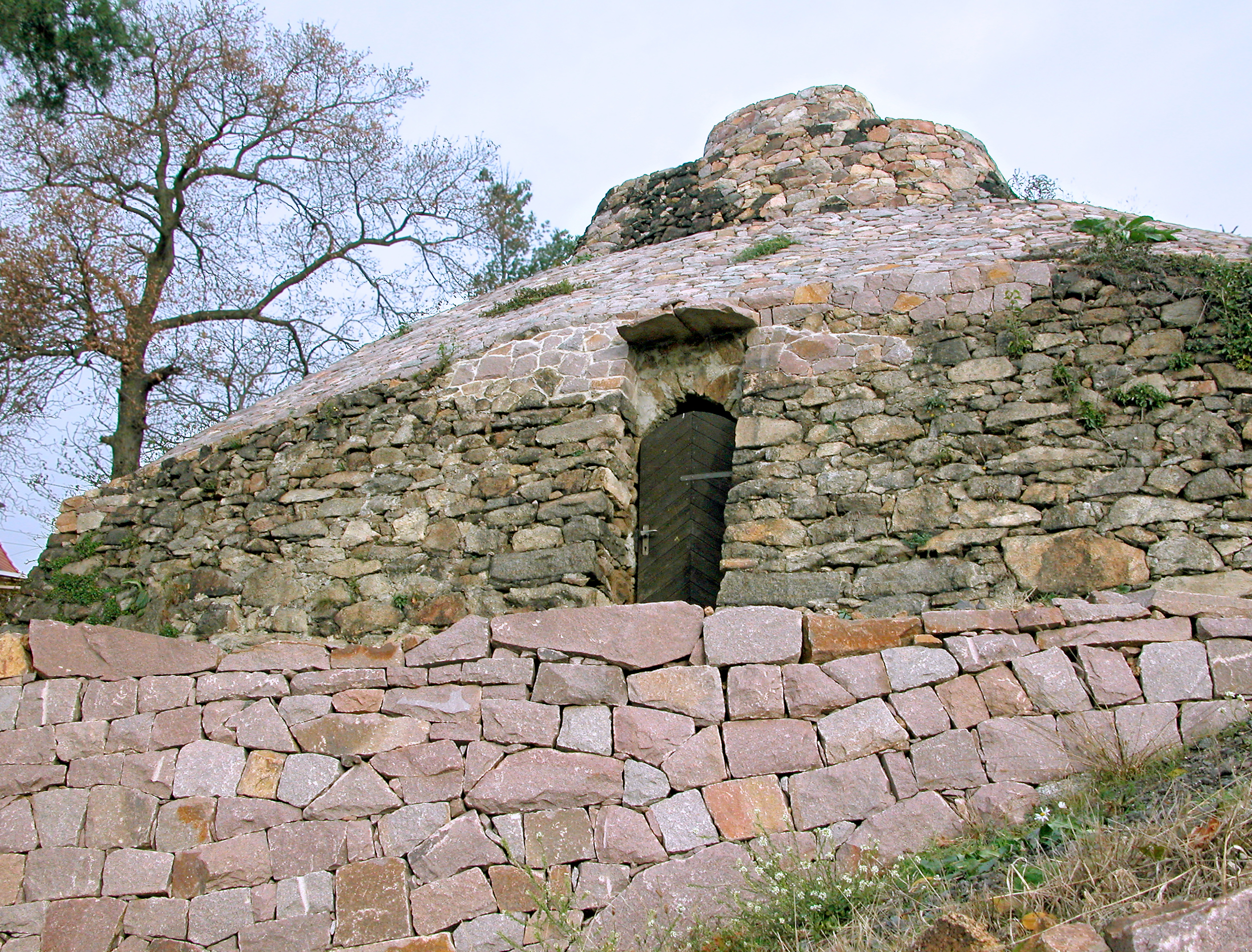
Cikkurat mit dem Eingang ins Innere

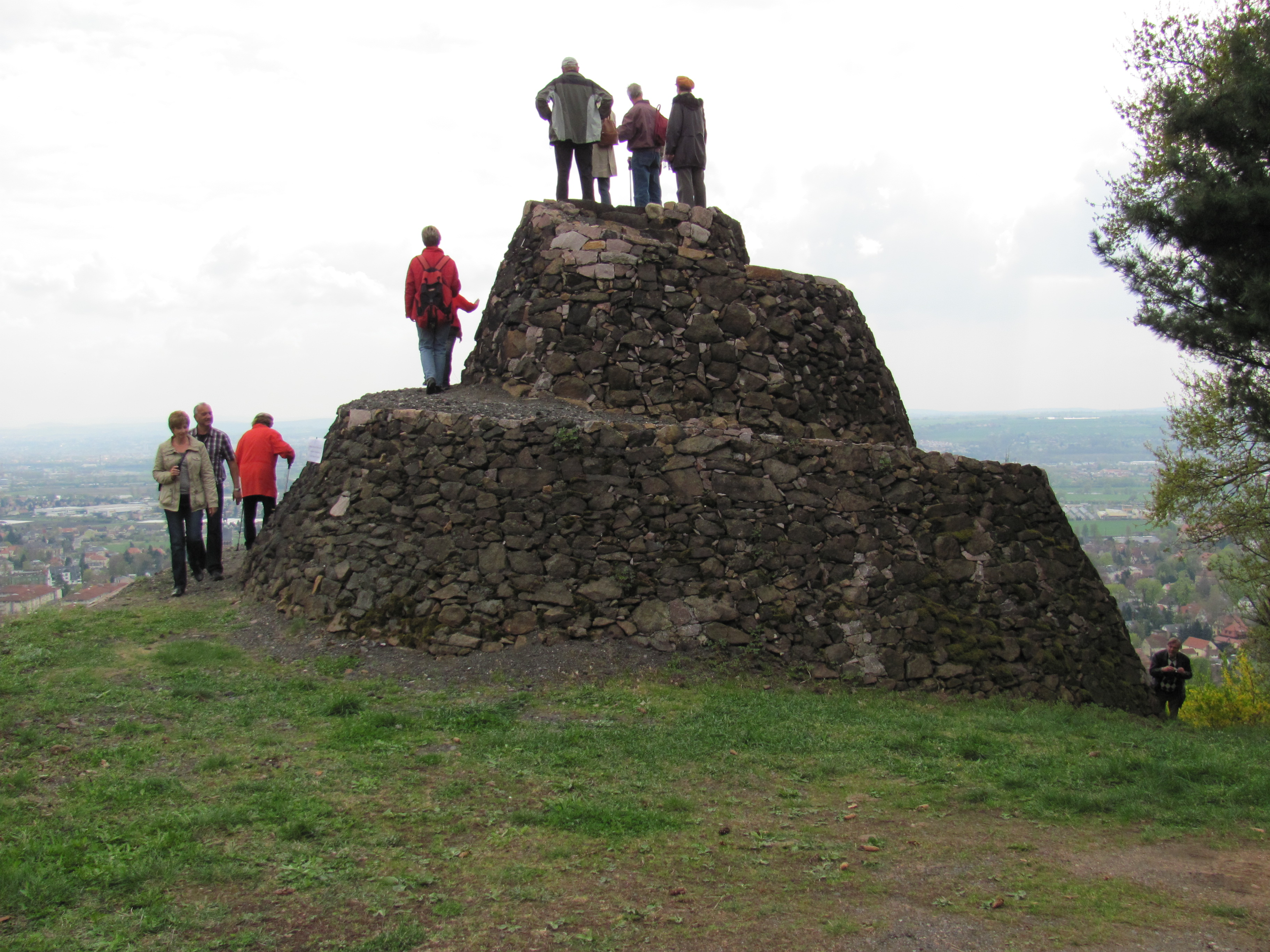
Cikkurat: Nahansicht der oberen zwei Windungen, von der Bergseite aus

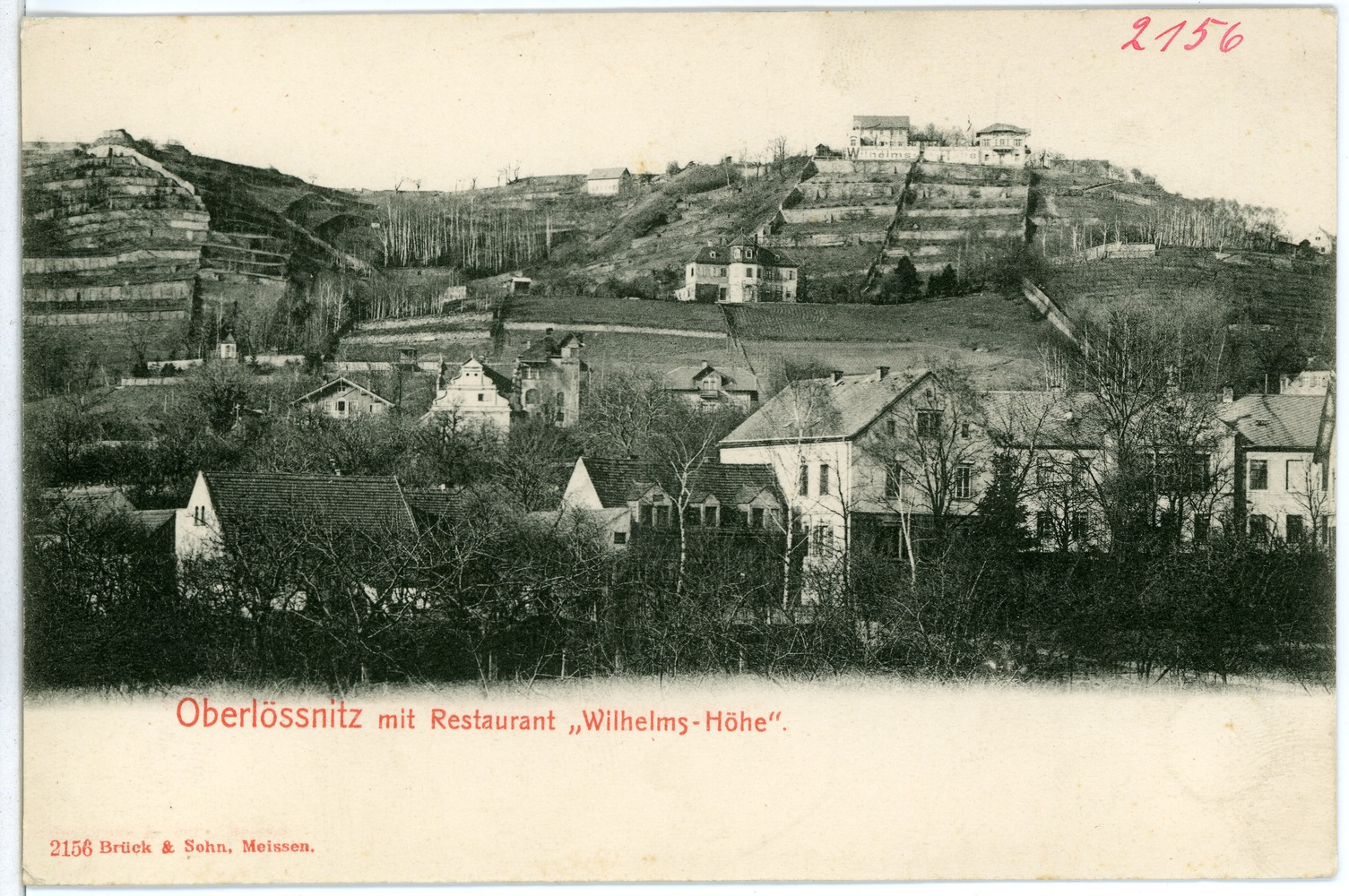
Steinerne Schnecke (links oben), 1901

Möglicherweise im frühen 17. Jahrhundert aufgeschichtet, auf einer Ansicht von 1842 dokumentiert, befindet sich diese aus Syenitgestein in Form einer Schnecke von etwa sieben Metern Höhe gesetzte Bergwarte an der Hangkante oberhalb von Haus Hermannsberg. Außen auf der Schnecke verläuft ein spiralförmiger Weg bis zum Aussichtsplateau auf ihrer Spitze.
Umriss und Name des Kulturdenkmals sollen an die mesopotamischen Stufenpyramiden Zikkurat erinnern. Ein Schneckenberg befand sich auch im Landschaftsgarten in Machern.
Am talseitigen Fuß der Cikkurat befindet sich ein kleiner Gewölbekeller. Er diente zur Diebes-, Vogel- und Feuerwache, im Innenraum befand sich früher ein Kamin zur Beheizung, dessen Auslassöffnung immer noch bis oben reicht.
Seit 2016 sitzt oben auf der Steinernen Schnecke ein keramischer Schneckenkopf, der „Schneck“. Das Kunstwerk schuf der Keramiker Detlef Reinemer für den vor Ort ansässigen Kunsthistoriker Rainer Beck. Es wurde auf der Spitze so aufgesetzt, dass der Korpus über der Rauchöffnung sitzt; Wird im unteren Raum ein qualmendes Feuer angezündet, wird der Schneck durch Öffnungen in Mund, Nase und Ohren rauchen. Beck hat in den Jahren, seit er Miteigentümer des Weinguts ist, einige Kunstwerke im Weinberg platziert, die der Besucher zum Tag des offenen Weinguts besichtigen kann.